# Olajide Omotayo
Olajide Omotayo Adeyemi (Lagos, 6 juli 1995) is een Nigeriaans tafeltennisspeler. Hij is rechtshandig en speelt met de shakehandgreep.
Hij nam namens zijn land deel aan de Olympische Zomerspelen 2020 maar won geen medailles.